# Emil Uzelac
Emil Uzelac, detto Milan (Komárno, 26 agosto 1867 – Petrinja, 7 gennaio 1954), è stato un generale e aviatore croato.
Comandò le forze aeree inizialmente dell'Impero austro-ungarico durante la prima guerra mondiale, poi quelle del Regno di Jugoslavia ed infine quelle del Stato Indipendente di Croazia..

## L'aeronautica militare Austro-ungarica
Nel 1912 fu nominato colonnello e incaricato della creazione di quelle che in seguito furono chiamate k.u.k. Luftfahrtruppen, ma che fino ad allora erano prevalentemente costituite da palloni da avvistamento. Pur non avendo alcuna esperienza di volo, Uzelac rimediò in fretta e dopo pochi mesi era già diventato uno dei migliori piloti dell'Impero austro-ungarico, fu inoltre anche pilota collaudatore. Per tutto il corso della guerra si batté per superare le costanti carenze di mezzi ed equipaggiamenti e la scarsa attenzione che era riservata alle necessità della guerra moderna. Emil Uzelac modernizzò le forze aeree e conseguentemente fu decorato con innumerevoli onorificenze senza aver mai combattuto un duello aero, visto che a causa del suo incarico non gli fu permesso di volare in zona di guerra.
Nel 1917 fu nominato ispettore generale dell'Aviazione Imperiale e Regia dall'Imperatore Carlo e il 1º maggio 1918 fu promosso a maggior generale. Fu sollevato dal suo incarico il 30 settembre 1918 dopo la ultima riorganizzazione dell'aviazione austro-ungarica. Il suo successore come capo dell'aviazione presso il supremo comando austro-ungarico, incarico creato in seguito alla riorganizzazione, fu il maggior generale Otto Ellison von Nidlef.

## Ultimi anni
Dopo la prima guerra mondiale Uzelac combatté nella Jugoslovensko kraljevsko ratno vazduhoplovstvo i pomorska avijacija, la forza aerea del Regno di Jugoslavia, fino alla sua dissoluzione a seguito dell'invasione da parte delle potenze dell'Asse nell'aprile 1941, e nominato subito dopo generale onorario della Zrakoplovstvo NDH, la forza aerea del neonato Stato Indipendente di Croazia fino alla fine della seconda guerra mondiale, nel maggio 1945.
Morì a Petrinja, nell'allora Repubblica Popolare di Croazia, Repubblica Federativa Popolare di Jugoslavia, il 7 gennaio 1954 e venne sepolto nel cimitero Mirogoj di Zagabria.